# 熊本竜太
熊本 竜太（くまもと りょうた、1981年7月4日 - ）は、テレビ熊本（TKU）のアナウンサー（報道記者・ディレクター兼務）。血液型はO型。元ラジオパーソナリティ。

## 略歴
熊本県熊本市出身。1997年（平成9年）、高校在学中にRKK学苑・アナウンス講座を受講し、17歳でラジオパーソナリティとしてデビュー。hugh（ヒュー）名義でRKK熊本放送やエフエムやつしろ等のラジオ番組パーソナリティを務めた。
2007年（平成19年）9月いっぱいでタレント活動を終了。担当していた番組をTKU『若っ人ランド』を除き全て降板した。翌10月より、本名の熊本竜太名義でTKU報道制作部の記者として再出発。ニュースの取材やリポートを担当していた。また、タレント時代から担当している『若っ人ランド』の番組MCは、TKUの記者となってからも出演可能であったこともあり引き続き務め、2008年（平成20年）3月22日放送分をもって番組を卒業した。
2010年（平成22年）4月に記者から転身し、TKUのアナウンサーとなる。
2011年（平成23年）3月11日、東京出張で羽田空港に到着した際に東日本大震災へ遭遇。余震の続く中でフジテレビ報道局へ向かい、その後はフジネットワーク（FNN）取材団の一員として宮城県内の被災地の惨状を取材・報告、以後少なくとも2019年（平成31年）まで、毎年3月頃に宮城県に出向いており、TKUのブログでその詳細を明らかにしている。
2016年（平成28年）4月14日、熊本で熊本地震に遭い、現地からリポートを行った。

## 人物・エピソード
恐妻家で、3人姉妹の父親である。
趣味は読書・音楽鑑賞・ミニカー収集等。因みに、TKUのオフィスの彼の机の周辺には、週末や休日に子連れで出勤する同僚達の為にミニカーが常備されているという。
メカ（特に働く車）を好んでおり、自局の取材用車両などを含め、ブログでも度々登場させている。
タレント時代は熊本県八代市を拠点としていた。

## 現在の出演番組
- TKUニュース
- TKU Live News days
- TKU Live News（特集リポーター等）

## 過去の出演番組
- 若っ人ランド
- 夜はホンネで!?（2010年4月-2012年3月、番組MC）
- TKU みんなのニュース（週末版）
- 郷土の偉人シリーズ - ナレーション
  - 絆を通した種山石工 橋本勘五郎 ～明日に架ける橋～（2016年10月30日）[13]
  - 合志義塾 ～カタルパの樹がつなぐ明日～（2017年10月29日）[14][15]
  - 土地改良の詩・冨田甚平（2018年11月4日）[16]
  - 名優 笠智衆 〜春風のあるがごとし〜（2023年1月22日）[17]

## ラジオパーソナリティ時代の出演番組
エフエムやつしろ
- ぼくらの放送大集合!
- FRIDAY GROOVE

RKK熊本放送
- DJ hughのレディオワイヤード（1998年10月 - 2000年9月）
- Club Sunday Street（1999年10月 - 2005年4月3日）
- コカコーラAIRCOOL BEST20[注釈 7]（2001年4月1日 - 2005年4月3日）
- BATTLE THE DJ RADIO SHOW→BATTLE THE DJ RADIO SHOW DX
- RKK COUNT DOWN RADIO（日曜11:30 - 14:00）[注釈 8]
- こころの扉（2005年4月 - 2007年9月[注釈 9]）
- 大人になれば（2000年10月 - 2007年9月[注釈 10]）

テレビ熊本
- 郷土の偉人シリーズ
  - 夢の架け橋 天草五橋の情熱をかけた男 森慈秀（2004年11月7日） - ナレーション・天草四郎時貞 役[18]

## ディスコグラフィー（タレント時代）
「hmc」名義。
|   | 発売日     | タイトル                             |
| - | ---------- | ------------------------------------ |
| 1 | 2002年10月 | Dear heart〜親愛なる僕らへ〜         |
| 2 | 2003年12月 | For season〜僕は大人になったけれど〜 |